# Обикновен бръшлян
 За село Бръшлян в Област Бургас вижте Бръшлян (село).  
Обикновеният бръшля̀н (Hedera helix) е увивен или катерлив многогодишен храст. При хоризонтален растеж лесно достига до 30 m дължина, а при вертикален (напр. по стена и др.) може да стигне до 25 m. Растението е отровно.

## Описание
Бръшлянът е широко разпространен в Европа и Азия, откъдето произхожда. Привнесен е и в Америка и Австралия.
Съществува голямо разнообразие от видове, най-популярен от които е английският бръшлян (Hedera helix). Листата на бръшляна обикновено имат по пет дяла, те са твърди, зелени и през зимата, и опадват едва на шестата година. Наблюдава се голямо разнообразие на формата на листата – от обикновено листо във формата на щит до такива във формата на заострена звезда. Краищата им са гладки или надиплени, а на цвят варират от едноцветни до множество комбинации на бяло, кремаво, сиво, зелено и жълто. Видът с най-големи листа е Hedera canariensis. Стъблата са снабдени с малки възли, които в действителност са видоизменени корени, с помощта на които растението се захваща за някаква подпора (стена, дърво, храст). Противно на общоприетото мнение бръшлянът не е паразит, неговите корени не изсмукват хранителните вещества на растението, за което се закрепват, а го използват само за опора. Цъфтежът е през септември и октомври, като самите цветове са зеленикаво-жълти. Специфичните им плодове узряват в края на зимата и началото на пролетта, с което се завършва цикълът на растението, който е диаметрално противоположен на този на повечето други растения.
Бръшлянът се адаптира добре и не е взискателен към почвата затова успешно вирее както в подлеса в планините на надморска височина до 1000 m, така и на атлантическото крайбрежие. Не издържа единствено на големи студове.
Растението с най-дебел ствол открито в България, расте в горите в околностите на град Ловеч, квартал Гозница.
Бръшлянът се използва в козметичната индустрия като съставка в различни продукти против целулита и като декоративно растение при оформлението на градини, паркове, жилищни фасади.

## Грижи
При отглеждане в домашни условия е добре да се знае, че растението страда при горещина и липса на влажност, затова е желателно да се осигури редовно пръскане на листата и по възможност неотоплявано помещение през зимата, също така достатъчно светлина, но без да се излага на преките слънчеви лъчи. Пресажда се на всеки две години, през пролетния сезон.

## Контрол и ликвидиране
Бръшлянът не трябва да се засажда или насърчава в райони, където е инвазивен. Там, където е установено, е много трудно да се контролира или изкоренява. При липса на активни и текущи мерки за контрол на растежа му, той има тенденция да изтласква всички други растения, включително храсти и дървета.

## Увреждане на дърветата
Бръшлянът може да се изкачва по млади или малки дървета с такава плътност, че дърветата да паднат от тежестта, проблем, който обикновено не се среща в естествения му ареал. В своята зряла форма гъстият бръшлян унищожава местообитанието за местните диви животни и създава големи обраствания от плътен бръшлян, където не могат да се развият други растения.
- Дървета покрити с бръшлян
- Бръшлян върху сграда
- Цъфтящ бръшлян
- Плод
- Коренчета
- Семенен поник